# Sarakhs
Sarakhs (persa: سرخس) fou una important vila de Khorasan a la part oriental de les muntanyes de Köpet Dagh, a la riba del riu Tadjant o Tedjen; era a la ruta entre Nixapur i Merv.
La tradició diu que fou fundada pel riu turc llegendari Afrasiyab, però la seva primera menció a la història és del 643 en un reconeixement dels àrabs; el 651/652 fou ocupada per Abd Allah ibn Amir. És esmentada en els combats lliurats en el govern de Nasr ibn Sayyar al-Kinani (738-748). El 801 la ciutat es va revoltar contra el governador Ali ibn Isa ibn Mahan (796-808), sota la direcció del mawla Abu l-Khasib Wuhayb ibn Abd Allah (revoltat ja el 799 i que va lluitar fins al 802).
Al segle xi els turcmans van envair el Khorasan: Mahmud de Gazni va autoritzar el 1025 a 400 famílies oghuz a creuar el Oxus i instal·lar-se prop de Farawa, Abiward i Sarakhs; el 1036 aquests oghuz reclamaven subvencions amb càrrec als ingressos de Merv, Abiward i Sarakhs. La ciutat fou atacada per grups turcmans i el 1040, quan Mahmud de Gazni va anar a la zona, els ciutadans de Sarakhs, li va refusar l'entrada, i Mahmud va haver de conquerir la població per la força. Des de Sarakhs Mahmud va marxar a lluitar a la que seria la batalla de Dandankan contra els seljúcides: Dandakan estava situada entre Sarakhs i Merv.
Al segle xii, a la mort del sultà Sandjar, Sarakhs va caure en mans del cap oghuz Malik Dinar, i poc després del pretendent corasmi Sultan Shah ibn Il Arslan. Va quedar en mans de Coràsmia fins a la invasió mongola quan Tului la va ocupar el 1221 igual que la resta de les poblacions del Khorasan. Un shihna (governador militar) mongol es va establir a la ciutat; al circular rumors sobre els èxits de Djalal al-Din Manguberti es va revoltar efímerament. Es va recuperar lentament de la devastació mongola. Ibn Battuta la va visitar al segle següent i no la descriu, però Mustawfi a la meitat del segle xiv diu que tenia una muralla de 5000 passos de circumferència i la seva agricultura era pròspera (produïa melons i raïm).
El 1370 a la mort de Malik Muizz al-Din Abu l-Hassan Muhammad, els dominis kart es van repartir entre els seus dos fills: la part occidental, amb capital a Sarakhs i que incloia una part de Kuhistan va quedar pel fill petit Muhammad ibn Muhammad. Quan el 1381 Tamerlà va marxar contra Herat on governava el fill gran Malik Ghiyath al-Din Pir Ali, Muhammad ibn Muhammad es va sotmetre immediatament al conqueridor i aquest li va permetre retornar al seu govern. Però quan Tamerlà va marxar cap a Samarcanda el governador de Khurasan, Miran Shah, fill de Tamerlà, el va arrestar i el va enviar a Samarcanda on va passar el hivern. El 1382 Muhammad ibn Muhammad, juntament amb Ali Beg ibn Arghun Shah (cap dels Ja'un-i-Qurban), i Ghuri ibn Pir Ali (fill de Malik Ghiyath al-Din Pir Ali d'Herat) foren enviats a Andijan, governada per Umar Xaikh, fill de Timur.
L'estiu de 1405 Sarakhs fou concedida en feu (Syourgal) a l'amir Sulayman Xah que va perdre elseus drets quan es va revoltar poc després. En la revolta de l'amir Said Khoja del 1406, fou decisiu el suport a l'emperador de les tropes estacionades a Merv i Sarakhs, manades per l'amir Alikeh Kukeltaix (kukeltaix vol dir germà de llet, i ho era de Xah Rukh). Said Khoja va decidir aleshores fugir cap al Mazanderan.
El 6 de març de 1415 Xah Rukh va sortir d'Herat i va anar a Sarakhs on va visitar diverses tombes de xeics (considerats sants). D'allí va anar a Mehnah on va visitar un únic lloc de pelegrinatge. Va caçar al desert de Khaveran.
En el conflicte entre safàvides i uzbeks, Sarakhs ocupava una posició fronterera entre els dos poders. Ubayd Allah Sultan la va ocupar temporalment el 1526 en la seva campanya contra Mashad i Tus. Posteriorment va patir atacs dels turcmans Teketekke des de Merv, atacs que van durar fins al 1850 quan els perses van construir una fortalesa poderosa a Sarakhs a la riba oriental del riu. Els russos van aparèixer uns anys després i van instal·lar una posició fortificada a la vella Sarakhs, a la riba dreta del riu.
La ciutat moderna de Sarakhs és cap d'un districte i d'un comtat de la província de Razavi Khorasan. Gran part de l'antiga ciutat està a l'altre costat del riu un territori de Turkmenistan i s'anomena Saraghs. La població del districte iranià el 2001 era de 87.442 habitants i la superfície era de 8.407 km². La població de la ciutat era de 5.000 persones el 1950.